# 1545 w polityce

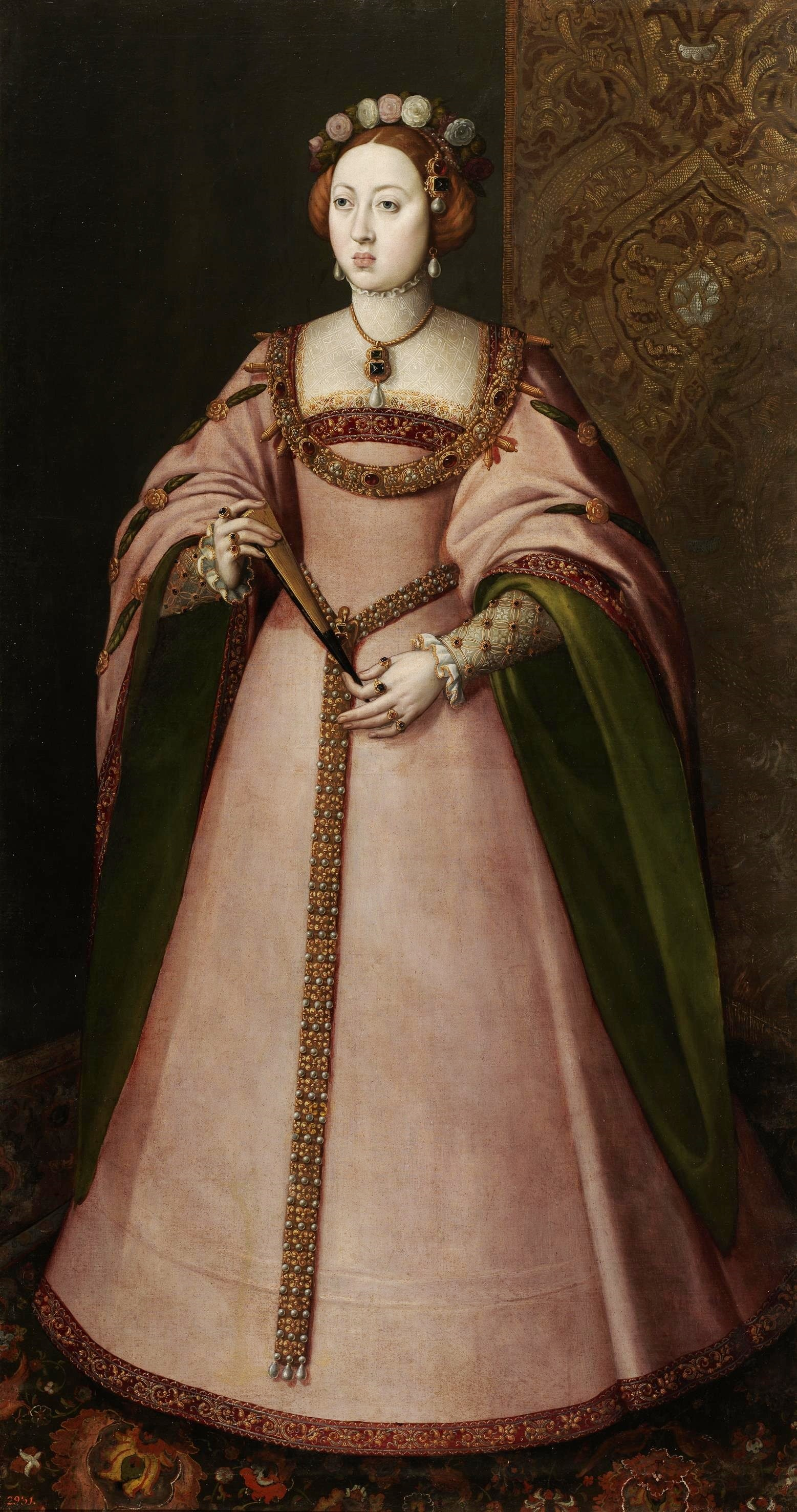
Maria Manuela Portugalska

Wydarzenia polityczne w 1545 roku.

## Zmarli
- 12 lipca Maria Manuela Portugalska, księżna Asturii[1].